# Shi'an, Chongqing
Shi'an (kinesiska: 石安) är en köping i sydvästra Kina. Den ligger i stadsdistriktet Liangping i storstadsområdet Chongqing, omkring 180 kilometer nordost om det centrala stadsdistriktet Yuzhong. Antalet invånare är 10 857. Befolkningen består av 5 439 kvinnor och 5 418 män. Barn under 15 år utgör 24,0 %, vuxna 15-64 år 54 %, och äldre över 65 år 20,0 %.